# Oli Shaw
Oliver Shaw, detto Oli (Edimburgo, 12 settembre 1998), è un calciatore scozzese, attaccante dell'Hamilton Academical.

## Caratteristiche tecniche
È un centravanti.

## Carriera

### Club
Ha giocato nella prima divisione scozzese.

### Nazionale
Ha giocato nella nazionale scozzese Under-19.
Il 6 settembre 2018 ha esordito con la nazionale Under-21 scozzese disputando il match di qualificazione per gli Europei del 2019 vinto 3-0 contro l'Armenia.

## Palmarès

### Individuale
- Capocannoniere della Scottish League Cup: 1

2022-2023 (4 reti, alla pari con altri 4 giocatori)